# USS Hull (DD-945)
USS Hull (DD-945) là một tàu khu trục lớp Forrest Sherman từng hoạt động cùng Hải quân Hoa Kỳ trong giai đoạn Chiến tranh Lạnh. Nó là chiếc tàu chiến thứ tư của Hải quân Hoa Kỳ được đặt cái tên này, được đặt theo tên Thiếu tướng Hải quân Isaac Hull (1773-1843), người từng tham gia các cuộc Chiến tranh Quasi, Chiến tranh Barbary thứ nhất và thứ hai, cùng Chiến tranh 1812. Nó đã dành suốt quãng đời hoạt động để phục vụ tại khu vực Thái Bình Dương và Viễn Đông, từng tham gia trong cuộc Chiến tranh Việt Nam, và được sử dụng để thử nghiệm áp dụng pháo 8 inch (200 mm) trên một tàu khu trục cho đến năm 1979. Con tàu cuối cùng được cho xuất biên chế vào năm 1983, rồi bị đánh chìm như một mục tiêu vào năm 1998.

## Thiết kế và chế tạo
Khi đưa vào hoạt động, lớp Forrest Sherman là những tàu khu trục Hoa Kỳ lớn nhất từng được chế tạo, dài 418 foot (127 m) và trọng lượng choán nước tiêu chuẩn 2.800 tấn (2.800 tấn Anh). Nguyên được thiết kế theo dự án SCB 85, chúng được trang bị ba pháo 5 inch (127 mm)/54 caliber trên ba tháp pháo đơn (một phía mũi, hai phía đuôi tàu), bốn pháo phòng không 3 inch (76 mm)/50 caliber trên hai tháp pháo đôi, cùng súng cối Hedgehog và ngư lôi chống ngầm.
Hull được đặt lườn tại xưởng tàu của hãng Bath Iron Works Corporation ở Bath, Maine vào ngày 12 tháng 9, 1956. Nó được hạ thủy vào ngày 10 tháng 8, 1957, được đỡ đầu bởi bà Albert G. Mumma, phu nhân Chuẩn đô đốc Albert G. Mumma. Con tàu nhập biên chế cùng Hải quân Hoa Kỳ vào ngày 3 tháng 7, 1958 dưới quyền chỉ huy của Hạm trưởng, Trung tá Hải quân Herbert Hamilton Ries.

## Lịch sử hoạt động
Sau khi hoàn tất việc chạy thử máy huấn luyện tại vùng biển ngoài khơi New England, Hull khởi hành từ Newport vào ngày 7 tháng 9, 1958 để đi sang khu vực Thái Bình Dương ngang qua kênh đào Panama. Nó gia nhập Hạm đội Thái Bình Dương sau khi đi đến San Diego vào ngày 13 tháng 10, và sau một giai đoạn thực hành huấn luyện cùng hạm đội, nó khởi hành vào ngày 15 tháng 4, bắt đầu lượt phục vụ đầu tiên tại khu vực Tây Thái Bình Dương, hoạt động cùng Đệ Thất hạm đội cho đến tháng 8, và có các chuyến tuần tra tại eo biển Đài Loan, nơi tiềm ẩn khả năng xung đột giữa phía Cộng sản với phe Quốc dân Đảng. Con tàu tiếp tục có ba lượt biệt phái phục vụ tương tự tại Viễn Đông vào các năm 1960, 1961-1962 và 1963-1964.
Trong tháng 10 và tháng 11, 1962, Hull hộ tống cho lực lượng đổ bộ đặt căn cứ tại Thái Bình Dương đi đến vùng kênh đào Panama, như một phản ứng nhằm đối phó vụ Khủng hoảng tên lửa Cuba. Từ năm 1965, nó bắt đầu lượt đầu tiên trong tổng số sáu lần được phái sang hoạt động trong cuộc Chiến tranh Việt Nam. Chiếc tàu khu trục đã phục vụ canh phòng máy bay cho các tàu sân bay hoạt động tại Trạm Yankee trong vịnh Bắc Bộ, tham gia Chiến dịch Sea Dragon nhằm ngăn chặn việc vận chuyển vũ khí và tiếp liệu của đối phương từ Bắc Việt Nam vào Nam Việt Nam, tuần tra tìm kiếm và giải cứu cũng như bắn hải pháo hỗ trợ cho hoạt động của lực lượng trên bộ. Lượt hoạt động cuối cùng của con tàu tại Việt Nam diễn ra vào năm 1973.

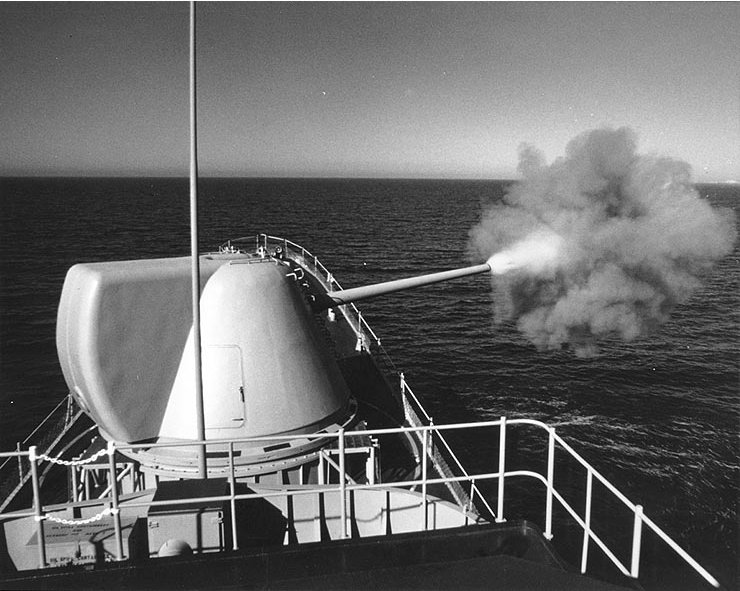
USS Hull đang bắn thử nghiệm kiểu pháo mới 8 inch/55 caliber MCLWG ngoài khơi đảo San Clemente, California, ngày 17 tháng 9 năm 1975

Trong đợt đại tu vào năm 1974-1975, tháp pháo 5-inch phía trước của Hull được tháo dỡ thay thế bằng kiểu pháo thử nghiệm 8 inch/55 caliber Mark 71 MCLWG (Major Caliber Light Weight Gun). Đây là kết quả của một dự án được khởi đầu vào thập niên 1960, việc hỗ trợ hỏa lực hạng nặng cho các hoạt động đổ bộ sẽ bị gián đoạn khi các tàu tuần dương hạng nặng được cho ngừng hoạt động, trừ phi tàu khu trục được trang bị pháo cỡ 8-inch. Một kiểu nguyên mẫu cỡ pháo này được thử nghiệm vào đầu thập niên 1970, với kế hoạch sẽ trang bị cho lớp tàu khu trục Spruance đang được thiết kế, và Hull được chọn như là bệ thử nghiệm cho hoạt động thử nghiệm trên biển.
Kiểu pháo mới 8 inch được Hull bắt đầu bắn thử nghiệm vào tháng 4, 1975, và kéo dài cho đến năm 1976 được xem là một thành công. Con tàu trang bị tháp pháo Mark 71 trong các đợt biệt phái phục vụ tại Tây Thái Bình Dương vào các năm 1976-1977 và 1978, và tiếp tục được bắn thử nghiệm trong giai đoạn này. Tuy nhiên dự án MCLWG bị hủy bỏ vào năm 1978 do ngân sách hải quân bị cắt giảm vào cuối thập niên 1970; và kiểu pháo này được tháo dỡ trong một đợt đại tu và năm 1979, quay trở lại cỡ pháo 5-inch/50-caliber ban đầu cho đến khi ngừng hoạt động.
Hull lại được phái sang phục vụ tại Viễn Đông từ tháng 2 đến tháng 9, 1981; và bắt đầu đợt phục vụ cuối cùng tại tại vùng biển này vào tháng 9, 1982 khi băng qua khu vực Alaska và Bắc Thái Bình Dương. Vào tháng 10, con tàu cứu vớt năm thuyền nhân Việt Nam đang trôi nổi trên biển, rồi tiếp tục đi sang Ấn Độ Dương để tham gia một nhóm tác chiến tàu sân bay được hình thành chung quanh chiếc tàu sân bay chạy năng lượng hạt nhân Enterprise (CVN-65). Khi quay trở về vùng bờ Tây Hoa Kỳ vào tháng 4, 1983, chiếc tàu khu trục được chuẩn bị để cho ngừng hoạt động.
Hull được cho xuất biên chế vào ngày 11 tháng 7, 1983, và tên nó được cho rút khỏi danh sách Đăng bạ Hải quân vào ngày 15 tháng 10, 1983. Con tàu cuối cùng bị đánh chìm như một mục tiêu vào ngày 7 tháng 4, 1998 bởi tên lửa Harpoon phóng từ một máy bay Lockheed S-3B Viking. Xác tàu đắm nằm tại tọa độ 32°35′0,9″B 120°32′0,3″T / 32,58333°B 120,53333°T, ở độ sâu 2.096 sải (12.576 ft; 3.833 m).